# Осень (стихотворение Пушкина)
«О́сень» — неоконченное стихотворение в октавах, написанное Александром Пушкиным в 1833 году.
Эпиграфом к стихотворению служат слова Г. Р. Державина из стихотворения «Евгению. Жизнь Званская».
Стихотворение написано в Болдино, осенью. В то же время были созданы поэмы «Анджело» и «Медный всадник», «Сказка о рыбаке и рыбке» и «Сказка о мёртвой царевне и о семи богатырях», «История Пугачёва» и «Песни западных славян», начата работа над повестью «Пиковая дама».
Стихотворение не печаталось при жизни поэта.

## История создания
В письме к жене из Болдина в Петербург, от 30 октября 1833 года, поэт писал:

Ты спрашиваешь как я живу и похорошел ли я? Во первых, отпустил я себе бороду: ус да борода — молодцу похвала; выду на улицу, дядюшкой зовут. 2) Просыпаюсь в семь часов, пью кофей и лежу до трёх часов. Недавно расписался, и уже написал пропасть. В три часа сажусь верхом, в пять в ванну и потом обедаю картофелем да грешневой кашей. До девяти часов — читаю. Вот тебе мой день, и все на одно лицо.